# Twin (Alabama)
Twin es un pueblo ubicado en el condado de Marion en el estado estadounidense de Alabama. En el Censo de 2010 tenía una población de 399 habitantes y una densidad poblacional de 73,48 personas por km².

## Geografía
Twin se encuentra ubicado en las coordenadas 33°59′32″N 87°51′8″O / 33.99222, -87.85222. Según la Oficina del Censo de los Estados Unidos, Twin tiene una superficie total de 8.74 km², de la cual 8.74 km² corresponden a tierra firme y (0%) 0 km² es agua.

## Demografía
Según el censo de 2010, había 399 personas residiendo en Twin. La densidad de población era de 73,48 hab./km². De los 399 habitantes, Twin estaba compuesto por el 97.99% blancos, el 0% eran afroamericanos, el 0% eran amerindios, el 0% eran asiáticos, el 0% eran isleños del Pacífico, el 1.5% eran de otras razas y el 0.5% pertenecían a dos o más razas. Del total de la población el 2.76% eran hispanos o latinos de cualquier raza.